# 池袋運転区
池袋運転区（いけぶくろうんてんく）は、東京都豊島区にある東日本旅客鉄道（JR東日本）東京支社の運転士が所属する組織であった。2008年12月、池袋運輸区に業務が移管され、廃止された。
なお、本稿では池袋発着列車の検修を担当する池袋運転区池袋派出（いけぶくろうんてんくいけぶくろはしゅつ）と国鉄時代の池袋電車区（いけぶくろでんしゃく）についても記載する。

## 池袋派出
池袋駅北方の東武東上線北池袋駅付近にあり、池袋駅発着の本線営業列車の検修業務を担当している。
かつては池袋電車区という独立組織で、山手線・赤羽線で運用される101系や103系などの電車が配置されていた。103系については、山手線向けの量産初期車をはじめとして、試作冷房車編成、新製冷房第一期車、ATC対応車、赤羽線向けMMユニット最終グループなどが配置された。
しかし、国鉄分割民営化を前に山手線用の車両を山手電車区へ移管して以来、車両配置はない。その後は池袋駅に発着する電車の留置線となっており、山手線用E231系のほか、埼京線用205系、E233系電車、「成田エクスプレス」用253系が留置され、仕業検査が実施されていた。なお、ここから出区する山手線電車の運行番号には50番台が充てられ、区別された（例 : 1751G）。
池袋電車区時代の配置車両の所属表記は「北イケ」（東京北鉄道管理局管内の池袋電車区の意）であった。
池袋運輸区の設立に伴い、池袋派出の業務は東京総合車両センターに移管された。なお、移管されたのは池袋駅構内に配置されていた業務の部分であり、電車区時代からある電留線は池袋運輸区の管轄で、同区の社員（検修、入換作業担当）も配置されている。
なお駅構内に常駐していた派出検査に関しては2018年(平成30年)11月30日をもって廃止となり、組織は新宿派出所に移管された。 

## 歴史
- 1985年（昭和60年）9月30日：埼京線開業により、赤羽線用の車両が川越電車区に転属。
- 1986年（昭和61年）3月3日：池袋電車区の検修部門を山手電車区に移管、池袋運転区に改称される。
- 2008年（平成20年）12月14日：池袋車掌区と統合し新設された池袋運輸区に運転士部門を移管、池袋派出の業務を東京総合車両センターに移管。